# Горна Дъбева
Горна Дъбева е село в Южна България. То се намира в община Велинград, област Пазарджик.

## География
Село Горна Дъбева се намира в планински район. Образувано е като село от сливането на Горна Дъбева, Чаушева, Ханта (Скубачето) и Кехайова (от с. Цветино)на 26 декември 1978 г. В миналото е била Горна Дъбева махала към Община Цветино. Било е кметство, а днес е наместничество.

## История
След Руско-турската война и Съединението на България населението на бабешките колиби намалява. През 1887 година Христо Попконстантинов обнародва статистика за броя на домакинствата в бабешките колиби, в която съставната на Горна Дъбева махала Кехайови колиби е посочена като селище с 40-50 помашки семейства.